# Kat Stewart
Katherine Louise "Kat" Stewart (Bairnsdale, Victoria; 30 de noviembre de 1972) es una actriz australiana ganadora del premio Logie, conocida por sus participaciones en televisión y teatro.

## Biografía
En 1998 se graduó del "National Theatre Drama School" (en español: Escuela de Arte Dramático del Teatro Nacional).
En 2002 se unió como miembro de la compañía "Red Stitch Actors Theatre".
En febrero de 2008 Kat se casó con su novio el actor David Whiteley, a quien conoció mientras trabajaban juntos en el Teatro Red Stitch Actors en 2002. La pareja le dio la bienvenida a su primer hijo, Archie Nicholas Whiteley el 11 de enero de 2012. El 16 de marzo de 2016 la pareja le dio la bienvenida a su segundo bebé, Georgia Kitty "Gigi" Whiteley.

## Carrera
Kat ha actuado en cine y teatro por más de 10 años, entre sus obras se encuentran The Little Dog Laughed, The Shape of Things, Rabbit Hole, Bug, Loyal Women, entre otras...
De 2005 a 2006 interpretó a la Doctora Rachel Mann en la serie Supernova,
En 2008 se unió al elenco de la primera temporada de la exitosa serie australiana Underbelly donde interpretó a Roberta Williams, la esposa del asesino y criminal Carl Williams, quien comienza a ayudar a su esposo a dirigir el negocio de drogas.
En 2007 apareció como invitada en la serie City Homicide en donde interpretó a la drogadicta Claire Jackson. Para el papel Kat investigó acerca del tema.
En 2009 se unió al elenco de la serie Tangle, donde interpretó a Nat Manning, la hermana de Ally Kovac, quien decide regresar a su ciudad natal en Melbourne después de pasar 10 años en Inglaterra.
En 2010 se unió al elenco de la serie australiana Offspring donde interpreta a Billie Proudman, hasta ahora.
En 2012 apareció como invitada en la serie dramática Miss Fisher's Murder Mysteries donde interpretó a la señorita Leigh, acusada de asesinato. 
En 2013 Kat se unió elenco principal de la nueva serie Mr & Mrs Murder donde interpreta a Nicola Buchanan, una mujer quien junto a su esposo Charlie Buchanan (Shaun Micallef) trabajan como limpiadores de escenas y con sus destrezas intentan resolver los crímenes.
Ese mismo año apareció como invitada en la serie Camp donde interpretó a Sunny Matthews, la madre de Robbie Matthews (Tim Pocock) el responsable de las actividades del campamento.

## Filmografía

### Series de televisión
| Año             | Título                         | Personaje                 | Notas                                    |
| --------------- | ------------------------------ | ------------------------- | ---------------------------------------- |
| 2010 - presente | Offspring                      | Billie Proudman           | 86 episodios                             |
| 2014            | It's a Date                    | Jen                       | episodio "Do Set-Up Dates Work?"         |
| 2013            | Mr & Mrs Murder                | Nicola Buchanan           | 13 episodios                             |
| 2013            | Camp                           | Sunny Matthews            | episodio "Capture the Flag"              |
| 2009 - 2012     | Tangle                         | Nat Manning               | 22 episodios                             |
| 2012            | Miss Fisher's Murder Mysteries | Miss Leigh                | episodio "Raisins and Almonds"           |
| 2011            | The Bazura Project             | Mary Spleen               | 6 episodios                              |
| 2009            | :30 Seconds                    | Marion West               | 6 episodios                              |
| 2007 - 2008     | Newstopia                      | Varios Personajes         | 30 episodios                             |
| 2008            | Underbelly                     | Roberta Williams          | 13 episodios                             |
| 2007            | City Homicide                  | Claire Jackson            | 6 episodios                              |
| 2007            | Kick                           | Jan Pollock               | 13 episodios                             |
| 2005 - 2006     | Supernova                      | Dra. Rachel Mann          | 12 episodios                             |
| 2005            | Last Man Standing              | Clare Tonitollo           | 7 episodios                              |
| 2004            | Fergus McPhail                 | Directora                 | episodio "Goosebumps"                    |
| 2003            | CrashBurn                      | Mandy                     | episodio "One Hundred Years of Solitude" |
| 2001, 2002      | Stingers                       | Amanda/Sharine Sands      | 2 episodios                              |
| 2001, 2002      | Blue Heelers                   | Liz Stewart y Gail Watson | 6 episodios                              |
| 2001            | Something in the Air           | Jenny Cliff               | episodio "Hooley Dooley"                 |
| 2001            | The Secret Life of Us          | Chiara                    | episodio "State of Limbo"                |

### Películas
| Año  | Título                 | Personaje     | Notas                                                                                              |
| ---- | ---------------------- | ------------- | -------------------------------------------------------------------------------------------------- |
| 2014 | Jack Irish: Dead Point | Ros           | junto a Guy Pearce, Marta Dusseldorp, Aaron Pedersen, Roy Billing, Vince Colosimo y Shane Jacobson |
| 2009 | Dungoona               | Trish         | junto a Natasha Bassett, Darin Berlin y Alex Rowe                                                  |
| 2008 | Em 4 Jay               | Janey         | junto a Laura Gordon, Jeremy Lindsay Taylor y Hamish Michael                                       |
| 2008 | Trampoline             | Madre         | corto - junto a Virginia Cashmere, Kira Coghlan, Ming-Zhu Hii y Kate Mylius                        |
| 2006 | Macbeth                | Lady Macduff  | junto a Victoria Hill y Sam Worthington                                                            |
| 2003 | Yellow Brick Dreams    | -             | corto - junto a Nick Farnell y Frank Lotito                                                        |
| 2001 | Catch Her in the Eye   | Mrs. Huckleby | corto - junto a Ramona Angelico                                                                    |
| 1999 | Huntsman 5.1           | Cyber Ella    | junto a Roger Armstrong, Lourene Bevaart y Carolyn Bock                                            |

### Teatro[17]
| Año  | Obra                           | Personaje        | Director (a)          | Teatro             | Notas                                                                   |
| ---- | ------------------------------ | ---------------- | --------------------- | ------------------ | ----------------------------------------------------------------------- |
| 2010 | Creditors                      | Tekla            | David Bell            | Red Stitch Theatre | junto a Brett Cousins y Dion Mills                                      |
| 2009 | 19 Trains                      | -                | Peta Hanrahan         | The Dog Theatre    | junto a Joshua Cameron, Jim Daly y Peter Houghton                       |
| 2008 | Frost/Nixon                    | Caroline Cushing | Roger Hodgman         | -                  | junto a John Adam, Marshall Napier y Greg Ulfan                         |
| 2007 | The Little Dog Laughed         | Diane            | David Bell            | Red Stitch Theatre | junto a Martin Sharpe, Tom Wren y Ella Caldwell                         |
| 2007 | Rabbit Hole                    | Becca Colbert    | Naomi Edwards         | Red Stitch Theatre | junto a David Whiteley, Jenny Lovell, Colette Mann y Martin Sharpe      |
| 2006 | Festen                         | -                | Simon Phillips        | -                  | junto a Nicholas Bell, Jason Donovan y Ditch Davey                      |
| 2005 | The Shape of Things            | Evelyn           | Tom Healey            | Red Stitch Theatre | junto a Kate Cole, Brett Cousins y Simon Wood                           |
| 2005 | Bug                            | Agnes            | Martin White          | Red Stitch Theatre | junto a David Whiteley y Ella Caldwell                                  |
| 2005 | I Am Yours                     | Mercy            | Rochelle Whyte        | Red Stitch Theatre | junto a Olivia Connolly, Adam Hunter y Dion Mills                       |
| 2004 | Loyal Women                    | Heather          | Denny Lawrence        | Red Stitch Theatre | junto a David Whiteley, Verity Charlton, Brett Cousins y Ella Caldwell  |
| 2004 | Year of the Family             | Fliss            | Ross Ganf             | Red Stitch Theatre | junto a Laura Gordon, Peter Stratford y David Whiteley                  |
| 2003 | Done Deal                      | Laney            | Catherine Hill        | Red Stitch Theatre | junto a Brett Cousins, Olivia Connolly y Daniel Frederiksen             |
| 2003 | Push Up                        | -                | Kaarin Fairfax        | Red Stitch Theatre | junto a Kate Cole, Peter Hosking y David Whiteley                       |
| 2003 | Dirty Butterfly                | Jo               | Martin White          | Red Stitch Theatre | junto a Vincent Miller y Ella Caldwell                                  |
| 2003 | The War Against Short Trousers | Kelly            | Kaarin Fairfax        | -                  | junto a Chris Bunworth, David Lennie y Tom Stringer                     |
| 2003 | The House of Bernarda Alba     | -                | Cristabel Sved        | Red Stitch Theatre | junto a Ella Caldwell, Olivia Connolly y Laura Gordon                   |
| 2003 | Where's My Money?              | Natalie          | Beng Oh               | Red Stitch Theatre | junto a Kate Cole, Olivia Connolly, Brett Cousins y Dion Mills          |
| 2002 | The Three Musketeers           | -                | Justin Harris-Parslow | -                  | junto a Belle Armstrong, Bruce Langdon y Christopher Parker             |
| 2002 | The Play About the Baby        | -                | Kaarin Fairfax        | Red Stitch Theatre | junto a Brett Cousins, Daniel Frederiksen y Laura Gordon                |
| 2002 | Down the Road                  | -                | Olivia Allen          | Red Stitch Theatre | junto a Trent Baker y David Whiteley                                    |
| 2002 | Dawn/Day/Dusk                  | -                | David Whiteley        | Red Stitch Theatre | junto a Ella Caldwell, Brett Cousins, Daniel Frederiksen y Laura Gordon |

## Premios y nominaciones
| Año  | Categoría                                              | Premio                           | Serie/Obra              | Resultado |
| ---- | ------------------------------------------------------ | -------------------------------- | ----------------------- | --------- |
| 2015 | Lead Actress in a Television Drama                     | AACTA Award                      | Offspring               | Nominada  |
| 2014 | Most Outstanding Actress                               | Silver Logie Award               | Offspring               | Nominada  |
| 2014 | Best Guest or Supporting Actress in a Television Drama | AACTA Award                      | Offspring               | Ganó      |
| 2012 | Most Outstanding Actress                               | Silver Logie Award               | Offspring               | Nominada  |
| 2011 | Most Outstanding Actress                               | Silver Logie Award               | Offspring               | Nominada  |
| 2010 | Favourite Female                                       | TV Tonight Award                 | -                       | Nominada  |
| 2010 | Most Underrated Performer                              | TV Tonight Award                 | -                       | Nominada  |
| 2010 | Most Outstanding Actress                               | Silver Logie Award               | Tangle                  | Nominada  |
| 2009 | Most Outstanding Actress                               | Silver Logie Award               | Underbelly              | Ganó      |
| 2009 | Most Popular Actress                                   | Silver Logie Award               | Underbelly              | Nominada  |
| 2008 | Best Actress                                           | Green Room Award                 | The Little Dog Laughed  | Nominada  |
| 2008 | Best Drama Serie                                       | AFI Award                        | Underbelly              | Ganó      |
| 2008 | Best Lead Actress in Television Drama                  | AFI Award                        | Underbelly              | Ganó      |
| 2006 | Most Outstanding New Talent                            | Graham Kennedy Award             | Supernova               | Nominada  |
| 2006 | -                                                      | ASTRA Award                      | Supernova               | Nominada  |
| 2006 | Best Actress                                           | Green Room Award                 | Bug/The Shape of Things | Ganó      |
| 2005 | -                                                      | ASTRA Award                      | Supernova               | Nominada  |
| 2004 | Emerging Actress                                       | Gerda Nicholson/Green Room Award | -                       | Ganó      |
| 2003 | Best Actress                                           | Green Room Award                 | -                       | Nominada  |